# Catagoniopsis
Catagoniopsis is een vliegengeslacht uit de familie van de sluipvliegen (Tachinidae).

## Soorten
- C. facialis (Coquillett, 1897)
- C. meracanthae (Greene, 1921)
- C. specularis (Aldrich and Webber, 1924)